# جسیکا رابرتز
جسیکا رابرتز (انگلیسی: Jessica Roberts؛ زادهٔ ۱۱ آوریل ۱۹۹۹) دوچرخه‌سوار پیست زن اهل بریتانیا است.
وی در مسابقات کشوری و بین‌المللی در مجموع برندهٔ ۱ مدال طلا، ۲ مدال نقره، ۲ مدال برنز شده است.